# Al-Nasheed Al-Watani
Al-Nasheed Al-Watani (em árabe: النشيد الوطني) é o hino nacional do Kuwait. A letra foi escrita pelo poeta Ahmad Meshari Al-Adwani, Ibrahim Al-Soula compôs a música e Ahmad Ali fez os arranjos. O hino se tornou oficial em 25 de Fevereiro de 1978.
Antes de 1978 Amiri Salute era utilizada como hino oficial. Ele foi composto por Yusuf Adees em 1951.
O hino é raramente utilizado no Kuwait e é uso primáriamente en ocasiões especiais. 

## Letra oficial

### Árabe
وطني الكويت سلمت للمجد
وعلى جبينك طالع السعد
وطني الكويت وطني الكويت
وطني الكويت سلمت للمجد
يا مهد آباء الأولى كتبوا
سفرالخلود فنادت الشهب
الله أكبر إنهم عرب
طلعت كواكب جنة الخلد
وطني الكويت سلمت للمجد
وعلى جبينك طالع السعد
وطني الكويت وطني الكويت
وطني الكويت سلمت للمجد
بوركت يا وطني الكويت لنا
سكنا وعشت على المدى وطنا
يفديك حر في حماك بنى
صرح الحياة بأكرم الأيدي
وطني الكويت سلمت للمجد
وعلى جبينك طالع السعد
وطني الكويت وطني الكويت
وطني الكويت سلمت للمجد
نحميك يا وطني وشاهدنا
شرع الهدى والحق رائدنا
وأميرنا للعز قائدنا
رب الحمية صادق الوعد
وطني الكويت سلمت للمجد
وعلى جبينك طالع السعد
وطني الكويت وطني الكويت
وطني الكويت  -سلمت-  للمجد

### Inglês
Kuwait, my country, may you be safe and glorious!
May you always enjoy good fortune!
You are the cradle of my ancestors,
Who put down its memory.
With everlasting symmetry, showing all eternity,
Those Arabs were heavenly,
Kuwait, my country,
May you be safe and glorious!
May you always enjoy good fortune.
Blessed be my Country a homeland for harmony,
Warded by true sentry giving their soils aptly,
Building high its history, Kuwait,
My country, we're for you my Country,
Led by faith and loyalty,
With its Amir equally,
Fencing us all fairly, with warm love and verity,
Kuwait, my country,
May you be safe and glorious.
May you always enjoy good fortune!